# Adolf Bernhard Meyer
Adolf Bernhard Meyer (Hamburg, 11 d'octubre de 1840- Dresden, 22 d'agost de 1911) va ser un antropòleg, ornitòleg i entomòleg alemany. Meyer estudià a les universitats de Göttingen, Viena, Zúric i Berlín. Esdevingué director del Museu antropològic i etnogràfic de Dresden el 1874 i conservà aquesta posició fins que es jubilà el 1905. Va viatjar i explorà les Antilles a les acaballes del segle xix.
Epimachus meyeri rebé el seu nom quan es va descobrir l'espècie el 1884. Va publicar una classificació dels ocells, entre aquests Parotia carolae, Astrapia stephaniae, Dicaeum geelvinkianum, i Porphyrio hochstetteri.
A més dels ocells va dur a terme un estudi sobre els primats. Va ser ell qui va donar el nom binomial Tarsius sangirensis, un primat menut que va trobar a Indonèsia el 1897.
Les col·leccions d'ocells de les Antilles, d'escarabats i de papallones que Meyer va recollir a les Cèlebes i a Nova Guinea es troben al Staatliches Museum für Tierkunde Dresden.

## Obres
- Abbildungen von Vogelskeletten (1879–95)
- Publikationen des königlichenethnographischen Museums zu Dresden (1881–1903)
- Album von Philippinentypen (1885–1904)
- The Birds of Celebes (1885)
- The Distribution of Negritos (1899)
- Studies of the Museum (of Natural History) and kindred Institutions of New York, etc. (1905)
- Amerikanische Bibliotheken und ihre Bestrebungen (1906)
- Römerstadt Agunt (1908)